# Lobrathium semicaeruleum
Lobrathium semicaeruleum – gatunek chrząszcza z rodziny kusakowatych i podrodziny żarlinków (Paederinae).
Gatunek ten opisany został w 1921 roku przez Malcolma Camerona jako Lathrobium (Lobrathium) semicaeruleum. Volker Assing dokonał jego redeskrypcji w 2012 roku.
Ciało długości od 6 do 7,2 mm. Głowa czarniawa z niebieskim połyskiem, mniej więcej tak szeroka jak długa. Przedplecze barwy głowy, około 1,25 do 1,3 razy tak długie jak szerokie, punktowane gęsto i nieco grubiej głowa. Pokrywy mogą mieć dużą rudą plamę, są 1,1 do 1,15 razy dłuższe i wyraźnie szersze od przedplecza, gęsto i grubo punktowane. W widoku bocznym zauważalna na pokrywach linia przykrawędziowa. Czułki i odnóża czarnobrązowe do czarniawych z jaśniejszymi stopami. Odwłok czarny, delikatnie i gęsto punktowany, węższy od pokryw. Siódmy tergit z palisadą włosków na tylnym brzegu. Siódmy sternit samca z guzkiem środkowym, ósmy z długim i szerokim środkowym wgłębieniem i stosunkowo głębokim, U-kształtnym wcięciem tylnym. Edeagus z rozdwojonym wyrostkiem brzusznym. Podobny do L. mordens.
Chrząszcz znany z dwóch miejsc: północnych Indii i wschodniego Nepalu.